# IBM 로체스터

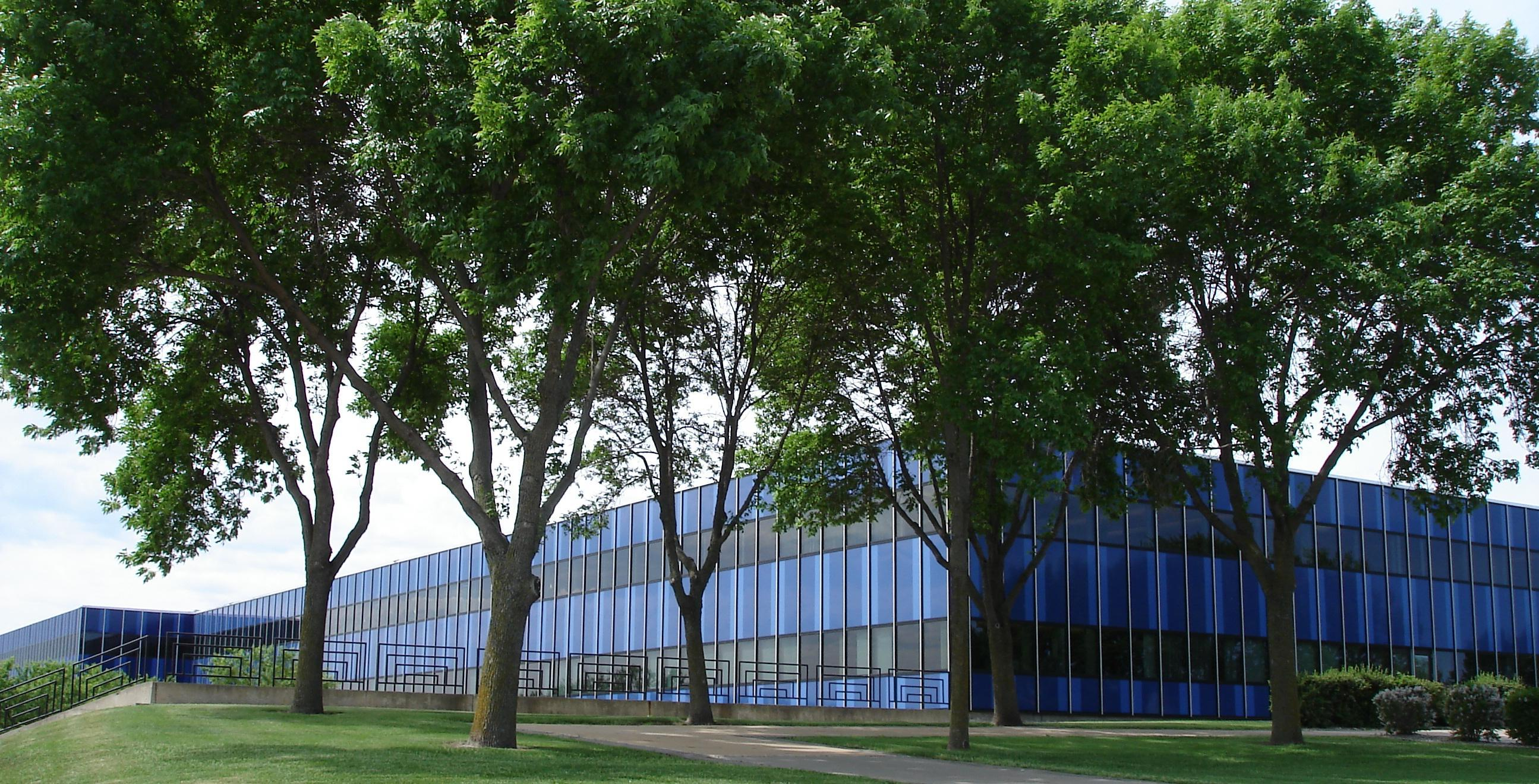
미국 미네소타주 로체스터에 위치한 IBM 로체스터 전경.

IBM 로체스터(영어: IBM Rochester)는 미국 미네소타주 로체스터에 위치한 IBM의 제품 개발·제조 시설이다. 이 단지 내 최초의 건물은 이에로 사리넨이 설계하였다. 그는 미네소타주의 하늘에서 영감을 얻어 건물 구조물을 색조가 변하는 여러 개의 파랑색의 패널들로 감쌌다. IBM의 별명이 "Big Blue"(큰 파랑)이었던 것도 이유였다. 이 건물은 1958년 건축되었으며, 그 뒤로도 확장 공사를 거듭하였다. 오늘날 IBM 로체스터는, 예전에는 eServer iSeries이나 System i5/OS라고 불렸고, 흔히들 System i라고 불리는 AS/400 컴퓨터 시스템을 생산하는 공장으로서 이름 높다. IBM 로체스터는 오늘날 System p라고 불리는 RS/6000이 개발되었던 곳이다. IBM 로체스터는 또한 IBM이 예전에 하드 디스크 개발을 진행했던 곳이기도 하다. 하지만 히타치가 IBM의 하드 디스크 제조 부분을 인수한 뒤에는 히타치가 그 시설을 IBM으로부터 임대해 쓰고 있다. 메이요 클리닉과 함께, 이 IBM 공장은 로체스터 지역 내 가장 많은 노동자를 고용하고 있는 곳이다. 2002년에는 약 5000명이 이곳에서 일하고 있던 것으로 알려졌다.
이 공장의 AS/400 사업부는 1990년 말콤 밸드리지 내셔널 퀄리티 어워드(영어: Malcolm Baldrige National Quality Award)를 수상하였다. 2004년 11월, 32768개의 컴퓨터 프로세서를 가진 Blue Gene/L 시스템의 프로토타입을 포함해 초고속의 슈퍼컴퓨터들이 위치해있는 곳으로서 TOP500 목록에 기재되었다. 이 컴퓨터는 70.72 테라플롭스를 기록하였다.

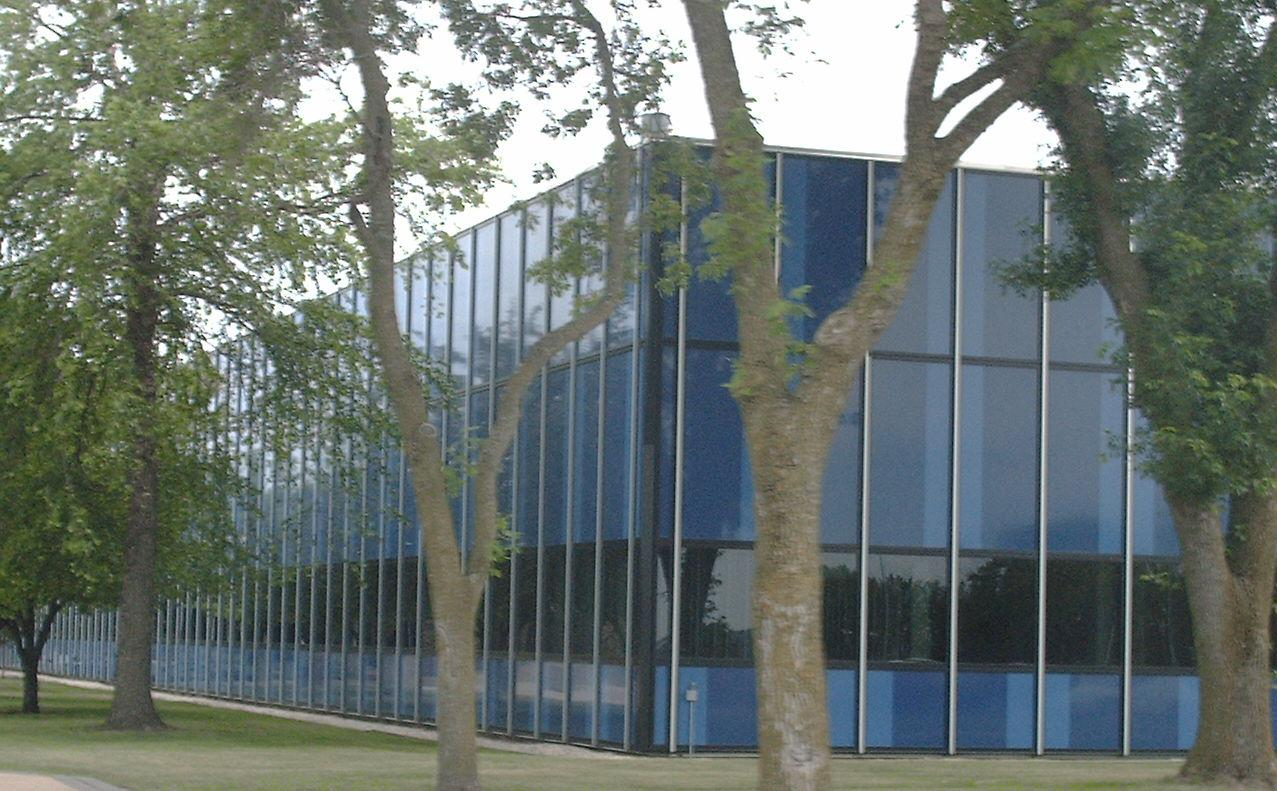
가까이서 본 IBM 로체스터 건물. 지역 사람들은 푸른색 동물원(Blue Zoo)이라고 별명을 붙였다.

이 사업장의 기공식은 1956년 7월 31일에 있었다. 53,500 m²의 연면적을 갖는 공장으로서 완공되었다. 오늘날에는 290,000 m²의 연면적을 가지는데, 이것은 버지니아주 앨링턴에 있는 미국 국방부(펜타곤) 시설 면적의 반을 넘는 것이다. 이 사업자의 고용 인원 규모는 커졌다 작아졌다를 반복하였다. 하지만, 그 인원은 1950년대에 비해 두 배로 불어났다. 건물 시설들이 위에서 내려다 봤을 때, 천공 카드와 비슷하게 보이게, 건물들이 설계되었다는 설이 있다. 하지만, 이것은 최초에 이에로 샤리넨이 의도한 것은 아니고, 건물들이 확장을 하다 보니 어쩌다 그렇게 된 것이다.
이 사업장은 로체스터 북서부 미국 52번 고속도로에 가까이 있다. 1990년, 내셔널 빌딩 뮤지움은 뉴욕 시의 IBM 본부, 조지아주 애틀랜타에 있는 IBM 빌딩과 함께 이 공장 건물을 미국 건축 환경에 기여한 건축물로 선정하였다.

## 부대 시설
- 식당.
- 은행.
- 병의원.
- 잔디밭.
- 편의점- 커피, 에스프레소, 스낵 판매.
- 탁구장.
- 개인용 식당.
- 인쇄실.
- 우편수발실.
- 9 홀 디스크 골프 코스.
- 테니스 코트.
- 농구장.
- 축구장.
- 피크닉장. 바베큐장.
- 소프트볼 구장.
- 야외 산책로.
- 연못.
- 임원 브리핑 센터.
- 벤치마크 센터.
- 교육 시설.